# Episodi di Charlie's Angels (terza stagione)

Gli Angeli della terza stagione

Questa voce contiene dettagli e crediti dei registi e degli sceneggiatori della terza stagione della serie televisiva Charlie's Angels, interpretata da Kate Jackson (Sabrina Duncan), Jaclyn Smith (Kelly Garrett) e Cheryl Ladd (Kris Munroe).
Negli Stati Uniti è stata trasmessa per la prima volta il 13 settembre 1978 e si è conclusa il 16 maggio 1979, posizionandosi al 12º posto nei Rating Nielsen di fine anno con il 24.4 di rating.
 In Italia è stata trasmessa, per la prima volta, dalle emittenti locali affiliate ai consorzi televisivi GPE-Telemond e RTI-Distribuzione S.p.A. tra il 1980 e il 1982 (in quanto gli ultimi due episodi della stagione furono trasmessi il 6 e l'8 gennaio 1982 sull'allora neonata Retequattro). Nella prima trasmissione italiana, non è stato rispettato l'ordine cronologico originale della serie.
| nº | Titolo originale         | Titolo                     | Prima TV USA      | Prima TV Italia   |
| -- | ------------------------ | -------------------------- | ----------------- | ----------------- |
| 1  | Angels in Vegas (1 e 2)  | Angeli a Las Vegas (1 e 2) | 13 settembre 1978 | 19 giugno 1980    |
| 2  | Angels in Vegas (1 e 2)  | Angeli a Las Vegas (1 e 2) | 13 settembre 1978 | 26 giugno 1980    |
| 3  | Angel Come Home          | L'Angelo torna a casa      | 20 settembre 1978 |                   |
| 4  | Angel on High            | Angeli senza ali           | 27 settembre 1978 |                   |
| 5  | Angels in Springtime     | Angelo a Primavera         | 11 ottobre 1978   | 10 luglio 1980    |
| 6  | Winning is for Losers    | Golf per gli Angeli        | 18 ottobre 1978   |                   |
| 7  | Haunted Angels           | Angeli e fantasmi          | 25 ottobre 1978   |                   |
| 8  | Pom Pom Angels           | Gli Angeli pom-pom         | 1º novembre 1978  | 3 luglio 1980     |
| 9  | Angels Ahoy              | Angeli in mare             | 8 novembre 1978   | 24 luglio 1980    |
| 10 | Mother Angel             | Mamma Angelo               | 15 novembre 1978  |                   |
| 11 | Angel on My Mind         | Pensiero d'Angelo          | 22 novembre 1978  |                   |
| 12 | Angels Belong in Heaven  | Angeli in cielo            | 6 dicembre 1978   | 17 luglio 1980    |
| 13 | Angels in the Stretch    | Angeli al traguardo        | 20 dicembre 1978  | 7 agosto 1980     |
| 14 | Angels on Vacation       | Angeli in vacanza          | 10 gennaio 1979   | 21 agosto 1980    |
| 15 | Counterfeit Angels       | L'Angelo e il suo doppio   | 24 gennaio 1979   | 14 agosto 1980    |
| 16 | Disco Angels             | Angeli in discoteca        | 31 gennaio 1979   | 28 agosto 1980    |
| 17 | Terror on Skis (1 e 2)   | Terrore sugli sci (1 e 2)  | 7 febbraio 1979   | 4 settembre 1980  |
| 18 | Terror on Skis (1 e 2)   | Terrore sugli sci (1 e 2)  | 7 febbraio 1979   | 11 settembre 1980 |
| 19 | Angel in a Box           | Capelli d'Angelo           | 14 febbraio 1979  | 11 settembre 1980 |
| 20 | Teen Angels              | Angelo adolescente         | 28 febbraio 1979  | 25 settembre 1980 |
| 21 | Marathon Angels          | Angeli maratoneti          | 7 marzo 1979      |                   |
| 22 | Angels in Waiting        | Angeli in attesa           | 21 marzo 1979     |                   |
| 23 | Rosemary for Remembrance | L'Angelo del passato       | 2 maggio 1979     | 6 gennaio 1982    |
| 24 | Angels Remembered        | Gli Angeli ricordano       | 16 maggio 1979    | 8 gennaio 1982    |

## Angeli a Las Vegas (1)
- Titolo originale: Angels in Vegas (1)
- Diretto da: Bob Kelljan
- Scritto da: Edward J. Lakso

### Trama
Frank Howell, proprietario del Tropicana, casinò di Las Vegas, assume gli Angeli per indagare sul misterioso omicidio di una sua cara amica.
- Special Guest Star: Dean Martin (Frank Howell)
- Altri interpreti: Dick Sargent (Marty Cole), Lee Travis (Joan Wells), Lionel Decker (Jarvis), Eddie Lo Russo (Gus), Patti Pivaar (Daphne), Ron Rondell (Case), Gary Brockette (Dean Williams), Sid Conrad (Dr. Hinton), Rita Alexander (Mary Phillips), Scatman Crothers (Jip Baker), James Hong (Professor Perkins), Vic Morrow (Mark Haines), Herb Edelman (Joey January), Michael Conrad (Ed Slocum)

## Angeli a Las Vegas (2)
- Titolo originale: Angels in Vegas (2)
- Diretto da: Bob Kelljan
- Scritto da: Edward J. Lakso

### Trama
Frank Howell, proprietario del Tropicana, casinò di Las Vegas, assume gli Angeli per indagare sul misterioso omicidio di una sua cara amica.
- Special Guest Star: Dean Martin (Frank Howell)
- Altri interpreti: Dick Sargent (Marty Cole), Lee Travis (Joan Wells), Lionel Decker (Jarvis), Eddie Lo Russo (Gus), Patti Pivaar (Daphne), Ron Rondell (Case), Gary Brockette (Dean Williams), Sid Conrad (Dr. Hinton), Rita Alexander (Mary Phillips), Scatman Crothers (Jip Baker), James Hong (Professor Perkins), Vic Morrow (Mark Haines), Herb Edelman (Joey January), Michael Conrad (Ed Slocum)
- Note: Alla fine dell'episodio, gli Angeli incontrano Dan Tanna (interpretato da Robert Urich), investigatore di Las Vegas e protagonista di un'altra serie televisiva prodotta da Aaron Spelling, Vega$. Il primo episodio regolare di Vega$ sarebbe andato in onda, negli Stati Uniti, una settimana dopo la trasmissione di questo episodio di Charlie's Angels.

## L'Angelo torna a casa
- Titolo originale: Angel Come Home
- Diretto da: Paul Stanley
- Scritto da: Stephen Kandell

### Trama
Jill - ormai pilota automobilistico affermato - torna a Los Angeles dopo aver ricevuto un allarmante telegramma da parte di Kris. In realtà, il telegramma è stato spedito da un suo vecchio amico, Paul Ferrino, che chiede alla ragazza di guidare la sua nuova macchina da corsa in una gara.
- Special Guest Star: Farrah Fawcett (Jill Munroe)
- Altri interpreti: Stephen Collins (Steve Carmody), Bill Vint (Danny Bligh), Dolly Martin (Andrea Lassiter), Horst Buchholz (Paul Ferrino), Martin Azarow (George Danforth)

## Angeli senza ali
- Titolo originale: Angel on High
- Diretto da: Lawrence Doheny
- Scritto da: Edward J. Lakso

### Trama
Un uomo paralizzato e costretto a vivere su una sedia a rotelle chiede agli Angeli di rintracciare il figlio che non ha mai conosciuto.
- Altri interpreti: Ben Young (Markle), Bill Zuckert (Jake), Gloria Manners (Joan Freeman), Bert Freed (Stambler), Don Reid (Harmon), Johnny Seven (Fenton), Michael Goodwin (Bill Freeman), Lee Terri (Evelyn Wales), Ben Hammer (George Faylon)

## Angeli a Primavera
- Titolo originale: Angels in Springtime
- Diretto da: Larry Stewart
- Scritto da: William Froug

### Trama
Una famosa attrice, Eve Le Deux, muore fulminata in una vasca idromassaggio durante la sua permanenza a Springtime, una stazione termale solo per donne. Gli Angeli vengono assunti da sua nipote per indagare sul fatto. Kris finge di essere un'insegnante di aerobica, Sabrina recita il ruolo di una dietista mentre Kelly si reca a Springtime come cliente.
- Special Guest Star: Mercedes McCambridge (Norma)
- Altri interpreti: Pat Delaney (Ingrid), Joan Hotchkis (Dr. Slavin), Nancy Parsons (Zora), Bobbie Bresee (Amy), Amy Stryker (Eve Perkins), Marie Windsor (Eve Le Deux)

## Golf per gli Angeli
- Titolo originale: Winning is For Losers
- Diretto da: Cliff Bole
- Scritto da: Ray Brenner

### Trama
Un'amica di vecchia data di Kris, Linda Frye (Jamie Lee Curtis), è una golfista alle prese con un torneo molto importante per la sua carriera. Quando la ragazza viene intimidita a colpi di pistola, chiede aiuto a Kris e agli Angeli.
- Altri interpreti: Jamie Lee Curtis (Linda Frye), Gary Bisig (Bill Montclair), Casey Kasem (Tom Rogers), Ray Wise (Evan Wilcox), George Pentecost (George Ritlin), E.J. Peaker (Donna Dawson)

## Angeli e fantasmi
- Titolo originale: Haunted Angels
- Diretto da: Ronald Austin
- Scritto da: Lee Sheldon

### Trama
Una donna cerca di entrare in contatto con suo nipote, morto in un incidente motociclistico quattro anni prima, e chiede aiuto a un istituto.
- Altri interpreti: Lenore Woodward (Mrs. Brendleberry), Linden Chiles (Dr. Holden), Peter Donat (Peter Russell), Rick Casorla (Martin's voice), Gretchen Wyler (Claire Rossen), Clint Young (Coach), Katherine Charles (Barbara Niles), Joseph Hacker (Eric Knight), Roger Bowen (Reverend Green), Jeanne Lange (Kathy Wade)

## Gli Angeli pom-pom
- Titolo originale: Pom Pom Angels
- Diretto da: Cliff Bole
- Scritto da: Richard Carr

### Trama
Gli Angeli vengono assunti per indagare sulla scomparsa di tre cheerleader, rapite da una setta di fanatici religiosi.
- Special Guest Star: Anne Francis (Margo)
- Altri interpreti: Cris Rundle (Ellen), Sandy Ward (Dan Abner), Lonny Chapman (Eddie Cobb), B.J. Bartlett (Sam Braham), Rick Casorla (Tim Asher), Ben Davidson (Tasker), Fran Ryan (Belle Asher), Stephanie Blackmore (Beverly Casey)

## Angeli in mare
- Titolo originale: Angels Ahoy
- Diretto da: Allen Baron
- Scritto da: Lee Sheldon

### Trama
Una donna viene uccisa durante una crociera dopo aver riconosciuto un evaso in uno dei passeggeri. Gli Angeli indagano e smascherano una banda che aiuta criminali a lasciare il Paese.
- Altri interpreti: Derek Murcott (Capt. Brunner), Prudence Wright Holmes (Lisa Black), Peter Brown (Mark Correll), Jack Murdock (Doc Harris), Hector Elias (Sanchez), Doug Sheehan (Ben Anderson), Parley Baer (Capt. Jack McGuire), Janis Paige (Joan)
- Note: Nelle successive repliche su Rete 4, l'episodio è stato rititolato Angeli in mare II.

## Mamma Angelo
- Titolo originale: Mother Angel
- Diretto da: Don Chaffey
- Scritto da: Rift Fournier

### Trama
Jill è di nuovo a Los Angeles per far visita agli Angeli e si ritrova ad assumere un ruolo molto particolare: deve far da "mamma" a una bambina che ha scoperto un cadavere dal vicino di casa. Nel frattempo, gli Angeli indagano per scoprire l'assassino.
- Special Guest Star: Farrah Fawcett (Jill Munroe)
- Altri interpreti: Mike Mazurki (Robbins), Gary Collins (Victor Buckley), Olivia Barash (Samantha), Roy Jenson (Max), Hermione Baddeley (Mrs. McNaughton), Robert Davi (Richie), Peggy Rea (Bridget)

## Pensiero d'Angelo
- Titolo originale: Angel on My Mind
- Diretto da: Curtis Harrington
- Scritto da: Edward J. Lakso

### Trama
Mentre esce da un ristorante, Kris assiste a un omicidio. Dopo essere stata investita dall'assassino, la ragazza si sveglia in stato confusionale e comincia a vagare per la città senza memoria. Preoccupati, Sabrina, Kelly e Bosley cercano di ritrovare le tracce della loro collega.
- Altri interpreti: Dix Turner (Jarvis), Eddy Ruffalo (Stark), Michael Whitney (Burton), Tom Spratley (Jimmy), Jonathan Frakes (Brad), Neil Elliot (Mel), Jenny Sherman (Jeni)

## Angeli in cielo
- Titolo originale: Angels Belong in Heaven
- Diretto da: Paul Stanley
- Scritto da: Edward J. Lakso

### Trama
Charlie riceve da un suo vecchio amico un messaggio allarmante: uno degli Angeli sta per essere ucciso.
- Altri interpreti: Tracy Brooks Swope (Sally), Don Galloway (Gorman), Lloyd Bochner (Jellek), Eddie Firestone (Norton), Barry Quin (Ed Jarvis), John Voldstad (Stashu)

## Angeli al traguardo
- Titolo originale: Angels in the Stretch
- Diretto da: Lawrence Doheny
- Scritto da: Bob Mitchell, Esther Mitchell

### Trama
Quando un ricco scommettitore di corse per cavalli muore misteriosamente, gli Angeli indagano e scoprono un losco scambio di cavalli all'ippodromo durante le corse.
- Altri interpreti: John David Carson (Kevin Ryan), Dierdre Berthrong (Valerie), James Gammon (Gates), Richard Bakalyan (Thad Roper), Sidney Clute (Les Ferrar), Joyce Jameson (Gini), Al Hopson (Fred), David Hedison (Carter Gillis)

## Angeli in vacanza
- Titolo originale: Angels on Vacation
- Diretto da: Don Weiss
- Scritto da: Edward J. Lakso

### Trama
Kris invita i suoi colleghi a far visita ai suoi zii in Arizona, senza sapere che una banda di malviventi ha preso in ostaggio lo zio di Kris e tutte le donne della città con lo scopo di ottenere la liberazione di un detenuto loro complice.
- Altri interpreti: Cliff Medaugh (Connors), Louie Elias (Haller), Herb Vigran (Joe Weatherby), Fred Lerner (Fisk), Jason Wingreen (Bill Storm), Denny Miller (Ed Fellows), Lyle Talbot (Mills), Rob Soble (Slade), Lee Delano (Dressler), John McIntire (Paul Danvers), Jeanette Nolan (Lydia Danvers), Eve McVeagh (anziana signora)

## L'Angelo e il suo doppio
- Titolo originale: Counterfeit Angels
- Diretto da: Georg Stanford Brown
- Scritto da: Richard Carr

### Trama
La segretaria di un direttore di uno stadio viene raggirata da tre ragazze che si spacciano per gli Angeli e viene derubata di 25.000 dollari. I veri Angeli indagano, sebbene sia stato emesso un mandato di arresto contro di loro.
- Altri interpreti: Linda Scruggs (Annie Collins/Kelly Garrett), Hilary Thompson (Carol Brewster/Sabrina Duncan), Robin Eisenman (Janet Ames/Kris Munroe), Hope Newell (Mrs. Brown), Nigel Bullard (Tom), Richard Seff (George Simmons), Mark Lonow (Mickey), Noah Keen (Sgt. Dirkson), Wynn Irwin (Sam Punch), Paul Cavonis (Asher), Holly Irving (Edna Hatter), Bubba Smith (Toby)

## Angeli in discoteca
- Titolo originale: Disco Angels
- Diretto da: Georg Stanford Brown
- Scritto da: George Slavin

### Trama
Un uomo viene trovato strangolato nei pressi della discoteca Freddie's. Gli Angeli si recano sul posto e sospettano che il serial killer possa nascondersi proprio tra il personale della discoteca.
- Altri interpreti: Raymond Singer (Lanny Press), Titos Vandis (Hector), Arthur Malet (James Hannah), Bonnie Keith (Sharon), Zalman King (Harry Owens), Peter MacLean (Fred Heston), Shera Danese (Connie), Robert Symonds (Simon), Diane McBain (Marian), Gregory Rozakis (Mario)

## Terrore sugli sci (1)
- Titolo originale: Terror on Skis (1)
- Diretto da: Don Chaffey
- Scritto da: Edward J. Lakso

### Trama
Un diplomatico delle Nazioni Unite viene minacciato da un gruppo di estremisti. Per evitare un suo ipotetico rapimento durante una gara di sci, gli Angeli hanno il compito di proteggere l'uomo.
- Special Guest Star: Rossano Brazzi (Vincenti Donetelli)
- Altri interpreti: Francois-Marie Benard (Paolo Donettelli), Cesare Danova (Franco Sarella), Burt Douglas (Bannock), Kathleen Nolan (Elizabeth James), Dennis Cole (Carl Hansworth), Chris George (Phil Chadway), Jefferson Kibbee (Norton)

## Terrore sugli sci (2)
- Titolo originale: Terror on Skis (2)
- Diretto da: Don Chaffey
- Scritto da: Edward J. Lakso

### Trama
Un diplomatico delle Nazioni Unite viene minacciato da un gruppo di estremisti. Per evitare un suo ipotetico rapimento durante una gara di sci, gli Angeli hanno il compito di proteggere l'uomo.
- Special Guest Star: Rossano Brazzi (Vincenti Donetelli)
- Altri interpreti: François-Marie Benard (Paolo Donettelli), Cesare Danova (Franco Sarella), Burt Douglas (Bannock), Kathleen Nolan (Elizabeth James), Dennis Cole (Carl Hansworth), Chris George (Phil Chadway), Jefferson Kibbee (Norton)

## Capelli d'Angelo
- Titolo originale: Angel in a Box
- Diretto da: Curtis Harrington
- Scritto da: Edward J. Lakso

### Trama
Quando Kris viene misteriosamente rapita, sua sorella Jill torna all'Agenzia Townsend per avviare le ricerche insieme agli altri Angeli. Il rapimento risulterà essere un'esca gettata da un vecchio imprenditore che accusa Jill della morte di suo figlio.
- Special Guest Star: Farrah Fawcett (Jill Munroe)
- Altri interpreti: Art LaFleur (Carl), John Colicos (Anton Karanza), Bill Fletcher (Stratton), Ed Bakey (Ed Jackson), Perry Lopez (Ruiz)

## Angelo adolescente
- Titolo originale: Teen Angel
- Diretto da: Allen Baron
- Scritto da: Bob Mitchell, Esther Mitchell

### Trama
In una scuola femminile avviene un omicidio. Gli Angeli si intrufolano per indagare e scoprono un traffico di alcol di stupefacenti da parte di alcune studentesse.
- Altri interpreti: Audrey Landers (Donna), Jane Alice Brandon (Liz), Debi Richter (Patty), Lori Lethin (Bo), Jack Fletcher (Mr. Blackmoor), Elissa Leeds (Cissy), Hal England (Victor)

## Angeli maratoneti
- Titolo originale: Marathon Angels
- Diretto da: Bob Kelljan
- Scritto da: Edward J. Lakso

### Trama
Due partecipanti a una maratona femminile vengono misteriosamente rapite. Durante le indagini, gli Angeli puntano la loro attenzione sulla figlia di un ricchissimo uomo arabo.
- Altri interpreti: Liberty Godshall (Joanne Craft), Mindy Burr (Mary Craft), Andre Phillippe (Hassir), Elizabeth Norman (Lashi), Suzanne Niles (June), Karen Specht (Jan), Beth Specht (Jane), Jeri Lea Ray (Sally Cole), Louise Fitch (Seamstress), Betty Jean Samuelson (Sylvia Laven), Erin Russell (Belinda), Sarah Purcell (Millicent Krail), Danuta Wesley (Helga), Ronnie Schell (Ernie Flack), Edward Walsh (Tolan), Eric Mason (Castor), Walter Brooke (Twilliger)

## Angeli in attesa
- Titolo originale: Angels in Waiting
- Diretto da: Allen Baron
- Scritto da: Edward J. Lakso

### Trama
Durante un banale lavoro d'ufficio, Bosley ha una discussione con gli Angeli, dopo essere stato (simpaticamente) accusato di essere troppo prevedibile. L'uomo allora decide di far perdere le sue tracce, mettendo alla prova le ragazze ma ignaro di essere il bersaglio di un ex detenuto.
- Altri interpreti: James B. Sikking (Lawrence Wellman), Pat Crowley (Ellen)

## L'Angelo del passato
- Titolo originale: Rosemary, for Remembrance
- Diretto da: Ronald Austin
- Scritto da: Lee Sheldon

### Trama
Un ex gangster riceve minacce di morte. Durante le loro indagini, gli Angeli devono far luce su un caso di 40 anni prima in cui la moglie del gangster - del tutto simile a Kris - aveva perso la vita.
- Altri interpreti: Ramon Bieri (Jake Garfield), Gilbert Green (Renaldi), Robert Karnes (Gordon Sanders), Barbara Tarbuck (Frau Himbere), Michael Shannon (Tim Stone), Ron Lombard (Belding)
- Note: Cheryl Ladd interpreta anche la parte di Rosemary Garfield.

## Gli Angeli ricordano
- Titolo originale: Angels Remembered
- Diretto da: Kim Manners
- Scritto da: Edward J. Lakso

### Trama
Charlie vuole festeggiare il terzo anno di collaborazione con gli Angeli, creando così l'occasione per fare un tuffo nel passato e ricordare i loro casi, da quelli più pericolosi a quelli più divertenti.